# Miltochrista formosana
Miltochrista formosana är en fjärilsart som beskrevs av Daniel 1951. Miltochrista formosana ingår i släktet Miltochrista och familjen björnspinnare. Inga underarter finns listade i Catalogue of Life.